# Альвес, Леонель
Леонель Фелипе Альвес Альвес (кат. Leonel Felipe Alves Alves; 28 сентября 1993, Андорра-ла-Велья, Андорра) — андоррский футболист, полузащитник. Выступал в национальной сборной Андорры. Ранее выступал за клуб «Андорра».

## Биография

### Клубная карьера
С 2010 года по 2012 год играл за команду «Унио Эспортива Санта-Колома», которая выступала в чемпионате Андорры. С 2012 года по 2015 год являлся игроком клуба «Андорра» из Андорра-ла-Вельи, которая играла в низших дивизионах Испании. В 2016 году вернулся в «Унио Эспортива Санта-Колома».

### Карьера в сборной
Выступал за юношескую сборную Андорры до 19 лет и провёл 3 матча в турнирах УЕФА. С 2011 года по 2014 год провёл 15 поединков за молодёжную сборную Андорры до 21 года.
26 марта 2014 года дебютировал в национальной сборной Андорры в товарищеском матче против Индонезии (0:1), Альвес вышел на 59 минуте вместо Ивана Лоренсо.